# Axwell
Axwell (született Axel Hedfors) (Lund, 1977. december 18. –) svéd dj, zenei producer, az  Axtone lemezkiadó vállalat tulajdonosa. 2013-ban a DJ Mag 'Top 100 DJs' listáján a 19. helyen áll.

## Pályafutása
2004 vége felé megjelent Axwell egy másik világhírű slágere, a “Feel The Vibe”, amit egy évvel később a Ministry of Sound újból kiadott Tara McDonald hangjával egy kis éneket is csempészve a zeneszámba (“Feel The Vibe/’Til The Morning Comes”).
Szintén vezette az utat Mambana, Isabel Fructuosoval való együttműködése.(Afro Medusa hírnév). A Soulfuric Recordings három számukat is kiadta 2002 óta. A debütáló “No Reason“ azonnal a Hype/Buzz listák élére ugrott és kiemelte a legjobb DJ-k közül való Little Louis vega, Danny Rampling, Ben Watt hármast. A következő megjelent számok a “Felicidad” és a “Libre” voltak. A 2003-ban kiadott “Libre” vitathatatlanul népszerűbb volt mint elődje. A több mint 12 különböző területen engedélyezett “Libre”-ből több mint fél millió másolatot adtak ki.
Axwell szintén részt vállalt a Jetlag “So Rught” című számában, amelyet 2002 szemptemberében jelentetett meg a Soulfuric, együttműködve az énekes Noel McKoy-jal. A 2002-es év végén Axwell visszatért gyökereihez és kiadott egy számot tulajdon nevével fémjelezve, “lead Guitar” címen, amelyet Swede Stonebridge kiadójánál, a Stoney Boy-nál jelentetett meg.
2003-ban Axwell egy londoni lemezkiadó cégnek, a SuSu-nak dolgozott Starbeach néven. A számot "Get Naked"-nek hívták és D'Empress vokáljait tartalmazta (D'Empress a Mutiny énekese.) Ezután következett egy remix a nagy klasszikus, Evelyn Thomas - High Energy nevű számával. 2003 tavaszán Axwell száma, a "Wait a Minute", amely Nevada énekét tartalmazta, Soulfouric "sub-label Device (?)" -ján lett kiadva. Ez a szám nagy siker lett, és olyan előadók játszották mint Pete Tong, Junior Jack, Kid Kreme és David Guetta.
Időközben Axwell több előadó számát remixelte - többek között  az Usher "Burn" (BMG), a Room 5 "Make Luv" (Positiva), a Clipse & Faith Evans "Ma, I Don’t Love Her" (RCA), a Stonebridge "Put 'Em High" (Hed Kandi) és a N*E*R*D "Maybe" (Virgin) számait, nem olyan rég pedig a Hard-Fi "Hard To Beat", a Deep Dish "Dreams", Pharrell "Angel", Nelly Furtado "Promiscuous" és Madonna "Jump" című számait dolgozta fel.
A "Feel The Vibe" újrakiadása mellett, több club-remixet, valamint saját műveket is készített, köztük Rasmus Faber "Get Over Here"-jéhez, C-Mos "2 Million Ways"-éhez, Roger Sanchez "Turn On The Music"-ját, illetve Sebastian Ingrossóval való együttműködése Ernesto vs Bastian "Dark Side Of The Moon"-ján. Eredeti szerzeményei között van másik együttműködése a szintén svéd Ingrossóval a "Together"-on. Axwell legsikeresebb kiadása a 2005-ös "Watch The Sunrise" volt, amelyen Steve Edwards énekelt (Cassius "The Sound Of Violence" című albumán szerepelt). A szám a harmadik helyet foglalta el a UK Dance Singles Chart-on és a BBC Radio 1 Dance Chart-ján. Axwellnek a szerzeményei között arra is maradt ideje, hogy megalapítsa saját kiadóvállalatát, az Axtone-t.
2006 tavaszán Axwell Steve Angello, Supermode néven remixelték Bronski Beat "Smalltown Boy"-át, "Tell Me Why" néven. Ezt a Data kiadó jelentette meg. A későbbiekben Eric Prydzzal állt össze, és Axer néven elkészítették a 123-as és a 321-es számot.
2007 augusztusában Axwell az előadó Max'C-vel társult, hogy elkészítsék az "I Found U" című számot, ami hatodik lett az UK Singles Chart-on.
2007. augusztus 12-én Axwell, Steve Angello és Sebastian Ingrosso a Main Roomot játszotta a Cream Amnesiában, The Swedish House Mafia néven, a Radio 1 Essential Mix Ibiza részeként. Az élő műsort a kritika lelkesen fogadta.
Axwell volt Cyndi Lauper 2008-as Bring Ya to the Brink című albumán szereplő "Rain in on Me" című szám társ-dalszövegírója és társproducere.
2008 júniusában kiadott egy dalt, ami eredetileg David Guetta "Everytime We Touch"-jához készült remixként. Valami miatt Guettának ez nem tetszett, ezért visszautasította a remixet, így Axwell csak a dal instrumentális részét készítette el, Bob Sinclarrel közösen, aki bevette Ron Carroll énekest is, és ők hárman alkották a "What A Wonderful World"-öt.
Egy hónappal később Axwell újabb dalt jelentetett meg, ezúttal az ausztrál DJ és producer, Dirty South együttműködésével, amelyet "Open Your Heart"-nak hívtak.
Ugyanekkor remixet készített Adele "Hometown Glory"-jára. A remixet két változatban adták ki: az "original mix"-ben több a vokális rész, míg a "Remode"-ban a clubra fókuszál.
Lady Gaga 2020-as "Chromatica" albumán részt vesz több dal társproducereként. Többek között az "Alice", a "Free Woman", és az Elton Johnnal közös duettdal, a "Sine from Above"-ban való munkálatok fűződnek a nevéhez. 

## Diszkográfia

### Kislemezek
- 1999 : Funkboy
- 2000 : Jazz Player
- 2000 : Pull Over
- 2002 : Black Pony" (avec StoneBridge)
- 2002 : Lead Guitar
- 2002 : Burning (avec Robbie Rivera)
- 2003 : High Energy (avec Evelyn Thomas)
- 2003 : Wait A Minute (avec Nevada Cato)
- 2004 : Feel The Vibe (avec Errol Reid)
- 2005 : Feel The Vibe (Til the Morning Comes) (avec Errol Reid and Tara McDonald)
- 2005 : Together (avec Sebastian Ingrosso feat. Michael Feiner)
- 2005 : Watch the Sunrise (avec Steve Edwards
- 2007 : I Found You (avec Max'C)
- 2007 : It's True (avec Sebastian Ingrosso vs. Salem Al Fakir)
- 2007 : Submariner
- 2008 : What a Wonderful World (avec Bob Sinclar & Ron Carroll)
- 2008 : Open Your Heart (avec Dirty South & Rudy)
- 2010 : Nothing But Love (avec Errol Reid)
- 2011 : Heart is King
- 2013 : Center Of the Universe (avec Magnus Carlson)
- 2013 : I Am (avec Sick Individuals & Taylr Renee)
- 2013 : Tokyo By Night (avec Hook N Sling & Karin Park)

### Hivatalos remixek
- Mutiny feat. Tom Gray - Never Let You Down (NO_ID & Axwell Remix) (2013)
- Michael Calfan - Resurrection (Axwell's Re-Cut Club Version) (2012)
- Ivan Gough & Feenixpawl avec Georgi Kay - In My Mind (Axwell Mix) (2012)
- David Tort avec Gosha - One Look (Axwell vs Dimitri Vegas & Like Mike Remix) (2011)
- Hard Rock Sofa & st Brothers - Blow Up (Axwell vs Thomas Gold Remix) (2011)
- Adrian Lux avec Lune - Teenage Crime (Axwell Copenhagen Remix)
- Adrian Lux avec Lune - Teenage Crime (Axwell Remix) (2010)
- Adrian Lux avec Lune - Teenage Crime (Axwell & Henrik B Remode)
- Prok & Fitch presents Nanchang Nancy - Walk With Me (Axwell & Daddy's Groove Remix) (Axtone 2010)
- Temper Traps - Sweet Disposition (Axwell & Dirty South Remix) (2009)
- TV Rock avec Rudy - In The Air (Axwell Remix) (2009)
- Abel Ramos & Miss Melody - "Rotterdam City Of Love" (2009)
- TV Rock - "Been A Long Time" (Axwell Remode Mix) (2008)
- Adele - "Hometown" (Axwell Remode Mix) (2008)
- Hard-Fi - "I Shall Overcome" (2008)
- Dirty South - Let It Go (Axtone, 2007)
- Bob Sinclar - Feel For You (Defected, 2007)
- Faithless - Music Matters (Columbia, 2007)
- Sunfreakz - Counting down the days (Nero/Positiva, 2006)
- Sunfreakz - Riding The Wave (Nero/Positiva, 2006)
- Madonna - Jump (Warner, 2006)
- Nelly Furtado avec Timbaland - Promiscuous Girl (Geffen, 2006)
- Lorraine - Transatlantic Flight (Sony BMG, 2006)
- Bob Sinclar - World, Hold On (Children of the Sky) (Yellow/Defected, 2006)
- Pharrell - Angel (Startrak/Virgin, 2005)
- Deep Dish - Dreams (Positiva, 2005)
- Sugiurumn - Star Baby (NipponCrown, 2005)
- Moby - Slipping Away (Mute, 2005)
- Ernesto vs. Bastian - Dark Side Of The Moon (Newstate, 2005)
- Hard Fi - Hard 2 Beat (Atlantic, 2005)
- Roger Sanchez - Turn On The Music (Stealth, 2005)
- Sabor - Coracao (Nero, 2005)
- C-Mos - 2 Million Ways (Manifesto, 2005)
- Average White Band - Lets Go Round Again (JVC Music Japan, 2005)
- Rasmus Faber - Get Over Here (Farplane, 2005)
- Dj Flex - Love 4 U (Nero/Joia, 2004)
- Usher - Burn (Arista/Bmg, 2004)
- Eric Prydz - Slammin (Credence, 2003)
- Souledz - You Cant Hide Your Love (suSU/Concept, 2003)
- The Attic - Destiny (Universal, 2003)
- Clipse avec Faith Evans - Mah I dont love her (Startrak/Arista, 2003)
- Room 5 - Make Luv (Positiva, 2002)
- Soulsearcher - Feelin Love (Soulfuric, 2002)
- Afro Angel - Join Me Brother (SuSu, 2002)
- Deli pres. Demetreus - Better Love (Nero/Joia, 2002)
- Robbie Rivera - Burning (EpisodeUS, 2002)
- Mendez - No Criminal (Stockholm Records, 2002)
- Playmaker - BlackPony (Impression Sounds, 2002)
- L'Stelle - Let It Go (Episode US, 2002)
- Michelle Wilson - Love Connection (WaakoNYC, 2002)
- Mendez - Adrenaline (Stockholm Records, 2002)
- Enamor - I Believe (WaakoNYC, 2002)
- MixMaster & Axwell - Summerbreeze (VOTU, 2001)
- Waako - I Get Lifted (WaakoNYC, 2001)
- OceanSpirit - BourbonStreet (Stockholm Records, 2001)
- Mendez - Blanca! (Stockholm Records, 2001)
- MowRee - Luv Is Not To Win (VOTU, 2001)
- LoveSelective - El Bimbo Latino (TommyBoy, 2001)
- Murcielago - Los Americanos (Mostiko/RAM, 2001)
- MixMaster - Latin Session (StonebridgeRec./Edel, 2001)
- Sahlene - House (RAM, 2001)
- EasyStreet avec Nevada - Be With You (EMI, 2001)
- Bikini - Nite&Day (Edel, 2001)
- Cape - L.O.V.E (EMG, 2001)
- Lutricia McNeal - Sodapop - (RoadRunnerArcade, 2000)
- StoneBridge avec Dayeene - I Like (StonebridgeRec./Edel, 2000)
- Antiloop - Only U (Stockholm Records/Universal, 2000)
- Tin Pan Alley - My Love Has Got A Gun (Bonnier Music, 2000)
- Da Buzz - Let Me Love You (Edel Records, 2000)
- Juni Juliet - Back In My Arms (RAM Norway, 2000)
- Elena Valente - Love Is (RAM, 2000)
- Domenicer - Dolce Marmelata (RoadrunnerArcade, 2000)

### Társszerzőként

#### Mambana
az összes számban közreműködik Isabell Fructoso
- 2001 "No Reason"
- 2003 "Libre"
- 2004 "Felicidad"
- 2004 "Libre 2005 - The Remixes"
- 2005 "Felicidad 2005 - The Remixes"

#### Quazar
- 1995 "Stars on Earth"
- 1995 "When we Rise"
- 1996 "At the Morgue"
- 1996 "Hybrid Song (Funky Stars)"
- 1997 "Dubbeldist"
- 1997 "Pure Instinct"

#### OXL
- 1995 "Tranquility"
- 1996 "Output"
- 1997 "Pulze"
- 2001 Pump

#### Más közreműködések
- 2001 "High Priestess" remix (by Tropical Deep), Soulplayaz néven
- 2002 "What Would You Do / You Set Me Free", Soulplayaz néven
- 2005 "I Get Lifted", Soulplayaz néven
- 2002 "So Right", as Jetlag (Patrick's Imaginationnal)
- 2003 "Heart of Mine", Mahogany People néven
- 2003 "Get Naked", Starbeach néven
- 2006 "Tell Me Why", Supermode néven (Steve Angellóval) (#13 Egyesült Királyság, #5 Hollandia)
- 2006 "123 / 321", Axer néven (Eric Prydzdzel)